# Demnitzer Bruch, Schafhorst und Lübkowsee
Demnitzer Bruch, Schafhorst und Lübkowsee este o arie protejată (arie specială de conservare — SAC, sit de importanță comunitară — SCI) din Germania întinsă pe o suprafață de 316 ha, integral pe uscat.

## Localizare
Centrul sitului Demnitzer Bruch, Schafhorst und Lübkowsee este situat la coordonatele 53°41′30″N 13°46′15″E / 53.6917°N 13.7708°E.

## Înființare
Situl Demnitzer Bruch, Schafhorst und Lübkowsee a fost declarat sit de importanță comunitară în aprilie 2004 pentru a proteja 4 specii de animale. Situl a fost protejat și ca arie specială de conservare în august 2016.

## Biodiversitate
Situată în ecoregiunea continentală, aria protejată conține 2 habitate naturale: Ape puternic oligomezotrofe cu vegetație bentonică cu Chara spp., Păduri de fag Asperulo-Fagetum.
La baza desemnării sitului se află mai multe specii protejate:
- mamifere (2): castor (Castor fiber), vidră de râu (Lutra lutra)
- nevertebrate (1): Vertigo moulinsiana
- pești (1): zvârluga (Cobitis taenia)